# Verbatim (azienda)
Verbatim è un'azienda giapponese di Yokohama.

## Storia della società
L'impresa è sempre stata, fin dagli anni ottanta, una delle più affermate case produttrici di supporti di archiviazione e stampa per utilizzo informatico. L'impresa, appartenuta fino al 2019 alla Mitsubishi Chemical Corporation, si è rivolta in particolare alla produzione di CD, DVD, hard disk e memorie di ogni tipo seguendo un alto standard di qualità. È stata anche una delle prime aziende a produrre i Blu-ray Disc e gli HD DVD.
Nel luglio 2007 Verbatim ha acquisito la società SmartDisk nell'ottica di rafforzare la sua presenza nei dispositivi di memorizzazione trasportabili.
Il marchio è attualmente di proprietà di CMC Magnetics Corporation, una società taiwanese nota per la produzione di dischi ottici. Nel 2019 è stato annunciato un accordo per vendere le attività globali di Verbatim a CMC Magnetics a un prezzo stimato di 32 milioni di US$; i ricavi di Verbatim previsti per l'anno 2020 da parte del presidente di CMC Robert Wong ammontano a 6 miliardi di NT$, pari a 204.041.642,85 US$ al cambio della terza decade di ottobre 2019.

## Origine del nome
Il nome deriva dall'avverbio latino verbatim che significa "parola per parola", "testualmente".